# Xysticus iviei sierrensis
Xysticus iviei là một phân loài nhện trong họ Thomisidae.
Loài này thuộc chi Xysticus. Xysticus iviei sierrensis được miêu tả năm 1965 bởi Schick.